# Anillo Periférico Ecológico
El Anillo Periférico Ecológico es una vía de circunvalación de la ciudad de Puebla, en México. Se trata de un brazo de la carretera federal 190 (México-Amozoc) que permite circundar gran parte de la zona metropolitana de Puebla. Con una longitud aproximada de 40 km, forma un arco que se enlaza a la autopista 150D (México-Veracruz) por dos entronques, respectivamente en los extremos noroeste y este de la zona urbana, rodeándola por el sur.

## Historia
El Periférico Ecológico se concibió en 1993 como parte del Plan de Desarrollo Regional Angelópolis.  Éste se planteaba hacer crecer y modernizar la ciudad, así como agilizar el flujo vehicular por medio de una vía rápida que conectara la autopista México-Veracruz con el sur de la ciudad, librándola del tráfico de paso.
En una primera fase, el Periférico Ecológico se inauguró en 1997, durante la gubernatura de Manuel Bartlett. Comprendía inicialmente el trayecto oeste y sur, de la autopista 150D a la altura de San Francisco Ocotlán hasta la Avenida José María Lafragua/Prolongación 24 Sur. Sucesivas ampliaciones fueron extendiéndolo hacia el oriente, primero hasta el Boulevard Valsequillo, después hasta la carretera federal 150 (Puebla-Antón Lizardo), y finalmente hasta entroncar nuevamente con la autopista 150D a la altura de Chachapa.
Actualmente, cuenta con seis carriles (tres en cada dirección) en casi la totalidad de su trayecto. No obstante, antiguamente contaba únicamente con cuatro carriles sin acotamiento en su paso por el poniente de la ciudad.